# Macksburg (Ohio)
Macksburg es una villa ubicada en el condado de Washington en el estado estadounidense de Ohio. En el Censo de 2010 tenía una población de 186 habitantes y una densidad poblacional de 322,04 personas por km².

## Geografía
Macksburg se encuentra ubicada en las coordenadas 39°37′52″N 81°27′25″O / 39.63111, -81.45694. Según la Oficina del Censo de los Estados Unidos, Macksburg tiene una superficie total de 0.58 km², de la cual 0.56 km² corresponden a tierra firme y (3.14%) 0.02 km² es agua.

## Demografía
Según el censo de 2010, había 186 personas residiendo en Macksburg. La densidad de población era de 322,04 hab./km². De los 186 habitantes, Macksburg estaba compuesto por el 100% blancos, el 0% eran afroamericanos, el 0% eran amerindios, el 0% eran asiáticos, el 0% eran isleños del Pacífico, el 0% eran de otras razas y el 0% pertenecían a dos o más razas. Del total de la población el 0% eran hispanos o latinos de cualquier raza.